# Carrier Mills
Carrier Mills is een plaats (village) in de Amerikaanse staat Illinois, en valt bestuurlijk gezien onder Saline County.

## Demografie
Bij de volkstelling in 2000 werd het aantal inwoners vastgesteld op 1886.
In 2006 is het aantal inwoners door het United States Census Bureau geschat op 1841, een daling van 45 (-2,4%).

## Geografie
Volgens het United States Census Bureau beslaat de plaats een oppervlakte van
3,2 km², geheel bestaande uit land. Carrier Mills ligt op ongeveer 133 m boven zeeniveau.

## Plaatsen in de nabije omgeving
De onderstaande figuur toont nabijgelegen plaatsen in een straal van 20 km rond Carrier Mills.